# Microsorum griseorhizoma
Microsorum griseorhizoma är en stensöteväxtart som beskrevs av Alexander Gilli. Microsorum griseorhizoma ingår i släktet Microsorum och familjen Polypodiaceae. Inga underarter finns listade.